# Liphistius trang
Liphistius trang PLATNICK & SEDGWICK, 1984 è un ragno appartenente al genere Liphistius della famiglia Liphistiidae.
Il nome del genere deriva dalla radice prefissoide greca λιπ-, lip-, abbreviazione di λιπαρός, liparòs cioè unto, grasso, e dal sostantivo greco ἰστίον, istìon, cioè telo, velo, ad indicare la struttura della tela che costruisce intorno all'apertura del cunicolo.
Il nome proprio deriva dalla provincia thailandese di Trang, nella parte meridionale del paese, dove è rinvenuta.

## Caratteristiche
Ragno primitivo appartenente al sottordine Mesothelae: non possiede ghiandole velenifere, ma i suoi cheliceri possono infliggere morsi piuttosto dolorosi
Le femmine di questa specie sono facilmente distinguibili nell'ambito del genere per i lobi laterali presenti all'incirca a metà della lunghezza del poreplate (area dei genitali femminili interni coperta da una zona priva di pori).
Il bodylenght (lunghezza del corpo senza le zampe), esclusi anche i cheliceri, è di 11 millimetri nelle femmine, dal colore giallo chiaro con strisce più scure lungo i margini anteriore e laterale. Il cefalotorace è più lungo che largo, circa 4,8 x 4,1 millimetri. I cheliceri, di colore bruno screziato distalmente e giallo arancio prossimalmente, hanno 9-10 denti, nelle femmine, al margine anteriore delle zanne. Le zampe sono gialle, con anulazioni brune, prossimalmente e distalmente, lungo i femori e le tibie. L'opistosoma è anch'esso più lungo che largo, circa 6 x 5,1 millimetri, nelle femmine, è di colore giallo chiaro, con gli scleriti e le filiere arancioni.
Nell'ambito del genere Liphistius si distinguono due gruppi principali per la morfologia dei genitali interni femminili. Il gruppo di cui fa parte questa specie ha il ricettacolo ventrale stretto e limitato alla parte centrale del poreplate, proprietà condivisa con L. birmanicus, L. lordae, L. bristowei, L. yangae, L. langkawi, L. murphyorum, L. desultor e L. sumatranus.

## Comportamento
Costruiscono cunicoli nel terreno profondi fino a 60 centimetri e tengono chiuso l'ingresso del cunicolo con una porta-trappola piuttosto rudimentale. Intorno all'apertura tessono 7-8 fili molto sottili e appiccicaticci in modo da accorgersi se qualche preda si sta avvicinando e, approfittando dei momenti in cui vi è invischiata, balzano fuori e la catturano. Vivono molti anni anche in cattività.

## Distribuzione
Rinvenuta nella parte sudoccidentale della Thailandia, in particolare nella foresta di Krachong nella provincia di Trang.